# Telebasis simulata
Telebasis simulata là một loài chuồn chuồn kim trong họ Coenagrionidae.
Telebasis simulata được miêu tả khoa học năm 2002 bởi Tennessen.